# Dorfkirche Warsow (Havelland)

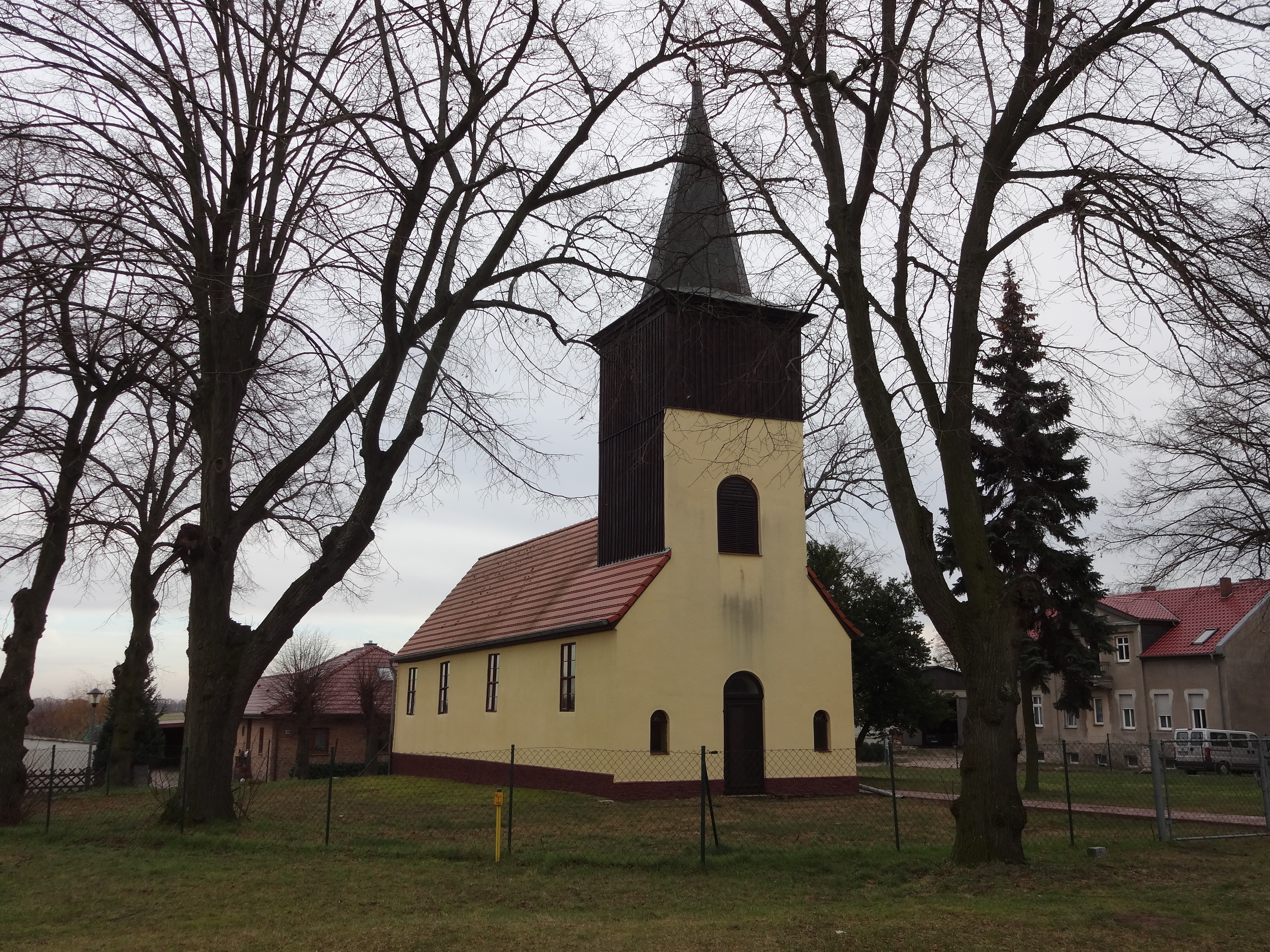
Dorfkirche Warsow (Havelland)

Die evangelische Dorfkirche Warsow steht in Warsow, einem Ortsteil der Gemeinde Wiesenaue im Landkreis Havelland von Brandenburg. Die Kirche gehört zur Kirchengemeinde Friesacker Ländchen im Kirchenkreis Nauen-Rathenow der Evangelischen Kirche Berlin-Brandenburg-schlesische Oberlausitz.

## Beschreibung
Die Saalkirche wurde im Kern 1683 als Fachwerkkirche gebaut. Das Satteldach trägt im Westen einen quadratischen Dachturm mit einem achtseitigen Knickhelm. Im Glockenstuhl hängen zwei Kirchenglocken. Das Langhaus wurde um 1900 verlängert und verputzt, sodass das typische Aussehen einer Fachwerkkirche verschwand.
Der Innenraum ist mit einer Holzbalkendecke überspannt. Das Holzfachwerk ist sichtbar. Zur Kirchenausstattung gehört ein Kanzelaltar, dessen polygonaler Korb der Kanzel von gedrehten Säulen flankiert wird. Die Orgel auf der Empore im Westen wurde 1881 von Friedrich Hermann Lütkemüller gebaut.